# فيل سميث (كرة سلة)
فيل سميث (بالإنجليزية: Phil Smith)‏ مواليد 22 أبريل 1952 في سان فرانسيسكو - الوفاة 29 يوليو 2002، كان لاعب كرة سلة أمريكي. بدأ مسيرته الاحترافية في سنة 1974. تم اختياره من قبل فريق غولدن ستايت ووريورز خلال الدرافت. بلغ طوله 6 قدم 4 بوصة (1.9 م). اعتزل اللعب في 1983. فاز بلقب دوري إن بي إيه.

## المسيرة الاحترافية
لعب مع غولدن ستايت ووريورز من سنة 1974 إلى 1980، ثم لعب مع لوس أنجلوس كليبرز من سنة 1980 إلى 1982، ثم لعب مع سياتل سوبرسونيكس من سنة 1981 إلى 1983.

## روابط خارجية
- فيل سميث على موقع إن بي أي (الإنجليزية)
- فيل سميث على موقع سبورتس رفرنس (الإنجليزية)
- فيل سميث على موقع كلية كرة السلة في سبورتس رفرنس.كوم (الإنجليزية)
- فيل سميث على موقع ريلجم (الإنجليزية)
- فيل سميث على موقع بروبوليرز (الإنجليزية)